# Санчес, Уилбер
Уилбер Санчес (исп. Wilber Sánchez Amita; род. 21 декабря 1968, Сантьяго-де-Куба, Орьенте) — кубинский борец греко-римского стиля, победитель Панамериканских чемпионатов, призёр Панамериканских игр, чемпион мира, победитель и призёр Кубка мира, призёр летних Олимпийских игр 1992 года в Барселоне, участник двух Олимпиад.

## Карьера
Выступал в первой наилегчайшей весовой категории (до 48 кг). 8-кратный победитель Панамериканских чемпионатов (1984-1994 годы). Бронзовый призёр Панамериканских игр 1995 года. Победитель (1992), серебряный (1987, 1995, 1996) и бронзовый (1989) призёр Кубка мира. Чемпион мира 1993 и 1994 годов.
На Олимпийских играх 1992 года в Барселоне Санчес победил американца Марка Фуллера, турка Омера Элмаса, представителя Израиля Ника Заграничного, норвежца Ларса Роннингена, румына Илюту Даскалеску, но проиграл представителю объединённой команды Олегу Кучеренко и стал вторым в своей подгруппе. В схватке за олимпийскую бронзу кубинец победил представителя Турции Фуата Йылдыза.
На следующих Олимпийских играх в Атланте Санчес победил американца Муджахида Мэйнарда, представителя Германии Олега Кучеренко, проиграл белорусу Александру Павлову и северокорейцу Кану Ён Гюну. В последней для себя схватке Олимпиады кубинец победил грузина Гелу Папашвили и занял 5-е место.